# Hucisko (powiat zawierciański)
Hucisko – wieś w Polsce położona w województwie śląskim, w powiecie zawierciańskim, w gminie Włodowice.
W latach 1975–1998 miejscowość należała administracyjnie do województwa częstochowskiego.
W Hucisku znajduje się m.in. ośrodek wypoczynkowy Orle Gniazdo Hucisko.